# Musonycteris harrisoni
Musonycteris
Genre
Espèce
Statut de conservation UICN

 VU  : Vulnérable
Musonycteris harrisoni, unique représentant du genre Musonycteris, est une espèce de chauves-souris de la famille des Phyllostomidae.

## Répartition

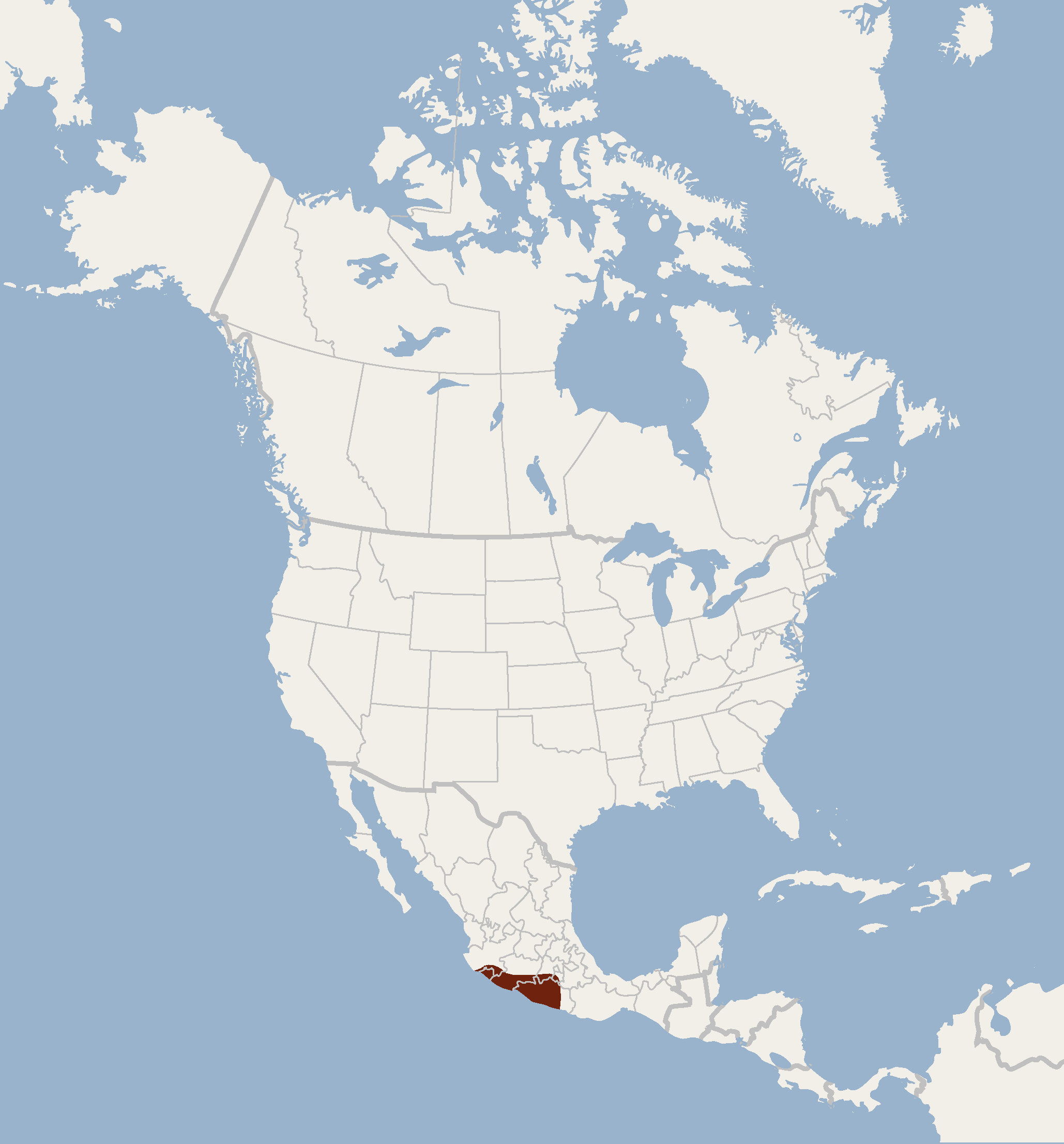
Aire de répartition de Musonycteris harrisoni.

Musonycteris harrisoni est endémique du Mexique.

## Classification
Le genre Musonycteris et l'espèce Musonycteris harrisoni ont été décrits en 1960 par William Joseph Schaldach (d) (1896-1982) et Charles Albert McLaughlin (d) (1926-2015),.

## Publication originale
- (en) W. J. Schaldach et Charles A. McLaughlin, « A new genus and species of glossophagine bat from Colima, Mexico », Contributions in Science, Musée d'histoire naturelle du comté de Los Angeles, vol. 37,‎ 19 mai 1960, p. 1-8 (ISSN 0459-8113 et 2165-1868, DOI 10.5962/P.208199, lire en ligne).